# Platythelys
Platythelys é um género botânico pertencente à família das orquídeas (Orchidaceae). foi estabelecido por Garay em Bradea, Boletim do Herbarium Bradeanum 2: 196, em 1977, ao remover estas espécies do gênero Erythrodes, agora apenas presente no sudeste asiático. O nome vem do grego πλαθύς plathys, chato, e θῆλυς thelys, fêmea, em referência rostelo de suas flores, largo e chato. A Platythelys querceticola (Lindl.) Garay, anteriormente Erythrodes querceticola Lindley é a espécie tipo deste gênero.
Platythelys agrupa cerca de onze espécies terrestres distribuídas por todo o território brasileiro, e desde o sul dos Estados Unidos até o norte da Argentina, do nível do mar até mil e duzentos metros de altitude, em locais sombrios com solos úmidos, às margens dos rios, e em fendas de rochas.
São plantas de flores pequenas, pouco comuns em cultivo pois não são prontamente identificadas como orquídeas quando sem flores. O gênero anteriormente parte de Erythrodes, caracteriza-se pelo largo rostelo elíptico e chato, que normalmente se rompe quando removido o viscídio.
São plantas sem pseudobulbos, de folhas herbáceas, pecioladas, verde escuras, algumas vezes com veias cinzentas, mais ou menos uniformemente distribuídas pelos caules. Apresentam inflorescência apical, com flores muito pequenas. O labelo bilobado, carnoso, possui calcar.

## Espécies  dePlatythelys
1. Platythelys alajuelae Ormerod (2007)
2. Platythelys debilis (Lindl.) Garay (1977)
3. Platythelys latifolia (L.) Garay & Ormerod (2002)
4. Platythelys maculata (Hook.) Garay (1977)
5. Platythelys mayoriana (Kraenzl.) Garay (1977)
6. Platythelys paranaensis (Kraenzl.) Garay (1977)
7. Platythelys peruviana Garay (1978)
8. Platythelys platensis (Hauman) Garay (1977)
9. Platythelys querceticola (Lindl.) Garay (1977) - espécie tipo -
10. Platythelys sagraeana (A.Rich.) Garay (1977)
11. Platythelys schlechteriana (Hoehne) Garay (1977)
12. Platythelys vaginata (Hook.) Garay (1977)
13. Platythelys venustula (Ames) Garay (1977)